# Mia Couto
António Emílio Leite Couto, conocido como Mia Couto, (Beira, 5 de julio de 1955) es un escritor mozambiqueño. 
En 1972 se instaló en Maputo y empezó a estudiar Medicina al tiempo que se iniciaba en el periodismo. Abandonó los estudios para dedicarse plenamente a la escritura. Más adelante estudió Biología, profesión que ejerce en la actualidad. Ha sido director de la Agencia de Información de Mozambique, de la revista Tempo y del diario Notícias de Maputo.
Su carrera literaria se inicia en 1983, con el libro de poemas Raiz de Orvalho, al que siguió, en 1986, su primer libro de cuentos, Vozes Anoitecidas Ha publicado crónicas, relatos breves y varias novelas. Está traducido a varios idiomas, entre ellos el español, catalán, sueco, francés, alemán e italiano.
En 1999 Mia Couto recibió el Premio Virgílio Ferreira, por el conjunto de su obra.
En 2013 ganó el Premio Camões por su "vasta obra de ficción caracterizada por la innovación estilística y la profunda humanidad".

## Vida

### Primeros años de vida
Couto nació como António Emílio Leite Couto el 5 de julio de 1955, en la ciudad de Beira, la segunda ciudad más grande de Mozambique, donde además creció y estudió. Hijo de emigrantes portugueses que se mudaron a una colonia portuguesa en los 50. A la edad de doce años algunas de sus poesías fueron publicadas en un periódico local, Notícias de Beira. Tres años después, en 1972, se mudó a la capital Lourenço Marques (Hoy Maputo) y comenzó a estudiar medicina en la Universidad Lourenço Marques. Durante ese periodo la guerrilla anticolonialista y el movimiento FRELIMO estuvieron luchando para derrocar el gobierno colonial en Mozambique.

### Después de la independencia de Mozambique
En abril de 1974, después de la Revolución de los Claveles en Lisboa y el derrocamiento del régimen del Estado Novo, Mozambique pasó a ser una república independiente. En 1974, FRELIMO le pidió a Couto que suspendiera sus estudios por un año para trabajar como periodista para Tribuna hasta septiembre de 1975 y después como director de la recién creada Agencia de Información de Mozambique (AIM). Más tarde, dirigió la revista Tempo hasta 1981. Su primer libro de poemas, Raíz de Orvalho, fue publicado en 1983; incluía textos dirigidos en contra de la dominación de la propaganda militar marxista.

## Obras

### Crónicas
- Cronicando (1988). Traducido al español: Cronicando, Tafalla, Txalaparta, 1995 (traducción de Bego Montorio)
- O País do Queixa Andar (2003)
- Pensatempos (2005)

### Cuentos
- Vozes Anoitecidas (1986). Traducido al español: Voces anochecidas, Tafalla, Txalaparta, 2001 (traducción de Andrés Salter Iglesias).
- Cada Homem é uma Raça (1990). Traducido al español: Cada hombre es una raza. Madrid, Alfaguara, 2004 (traducción de Mario Morales).
- Estórias Abensonhadas (1994)
- Contos do Nascer da Terra (1997)
- Na Berma de Nenhuma Estrada (1999)
- O Fio das Missangas (2003)

### Novelas
- Terra Sonâmbula (1992). Traducido al español: Tierra sonámbula. Madrid, Suma de Letras, 2002 (traducción de Eduardo Naval).
- A Varanda do Frangipani (1996). Traducido al catalán: El balcó del Frangipani. Andorra la Vieja, Límits Editorial, 1997 (traducción de Goretti López Heredia).
- Mar Me Quer (1998)
- Vinte e Zinco (1999)
- O Último Voo do Flamingo (2000). Traducido al español: El último vuelo del flamenco. Madrid, Alfaguara, 2002 (traducción de Mario Merlino).
- O Gato e o Escuro (2001)
- Um Rio Chamado Tempo, uma Casa Chamada Terra (1.ª ed. da Caminho em 2002; 3.ª ed. em 2004; rodado em filme pelo português José Carlos Oliveira)
- A Chuva Pasmada, com ilustrações de Danuta Wojciechowska (1.ª ed. da Njira em 2004)
- O Outro Pé da Sereia (1.ª ed. da Caminho em 2006)
- O beijo da palavrinha, com ilustrações de Malangatana (1.ª ed. da Língua Geral em 2006)
- Venenos de Deus, Remédios do Diabo (2008) Traducido al español: "Venenos de Dios, Remedios del diablo". México, 2010.
- Antes de nascer o mundo (2009)

## Premios y reconocimientos
- Premio FIL de Literatura en Lenguas Romances 2024.[1]